# Kernkraftwerk Flamanville
Das Kernkraftwerk Flamanville befindet sich in Frankreich am Ärmelkanal bei Flamanville am Fuße eines 70 Meter hohen granitartigen Felsens an der Westküste der Halbinsel Cotentin. Es wird mit Wasser aus dem Ärmelkanal gekühlt, somit sind keine Kühltürme nötig, und keine Einschränkungen durch zu wenig oder zu warmes Wasser wie an Flüssen. Das Gesamt-Kraftwerk besteht aus zwei Mitte der 1980er Jahre in Betrieb genommenen Druckwasserreaktoren (2. Generation) mit einer Nettoleistung von jeweils 1330 MW und dem im Dezember 2024 in Probebetrieb genommenen Europäischen Druckwasserreaktor (EPR, Generation 3+).
Das Kernkraftwerk wird von Électricité de France (EDF) betrieben und beschäftigt etwa 700 Personen. Aus den zwei Blöcken speiste es jährlich bislang durchschnittlich 18.000 Gigawattstunden in das öffentliche Stromnetz über das Umspannwerk von L’Étang-Bertrand ein; dies entspricht dem jährlichen Strombedarf der Regionen Basse-Normandie und Bretagne, beziehungsweise ungefähr drei Prozent des französischen Bedarfs an elektrischer Energie, damit zählt es zu den mittelgroßen Kernkraftwerken in Frankreich. Die Baukosten des 3. Kraftwerksblockes werden laut Rechnungshof mit 23,7 Milliarden Euro angegeben.

## Geschichte

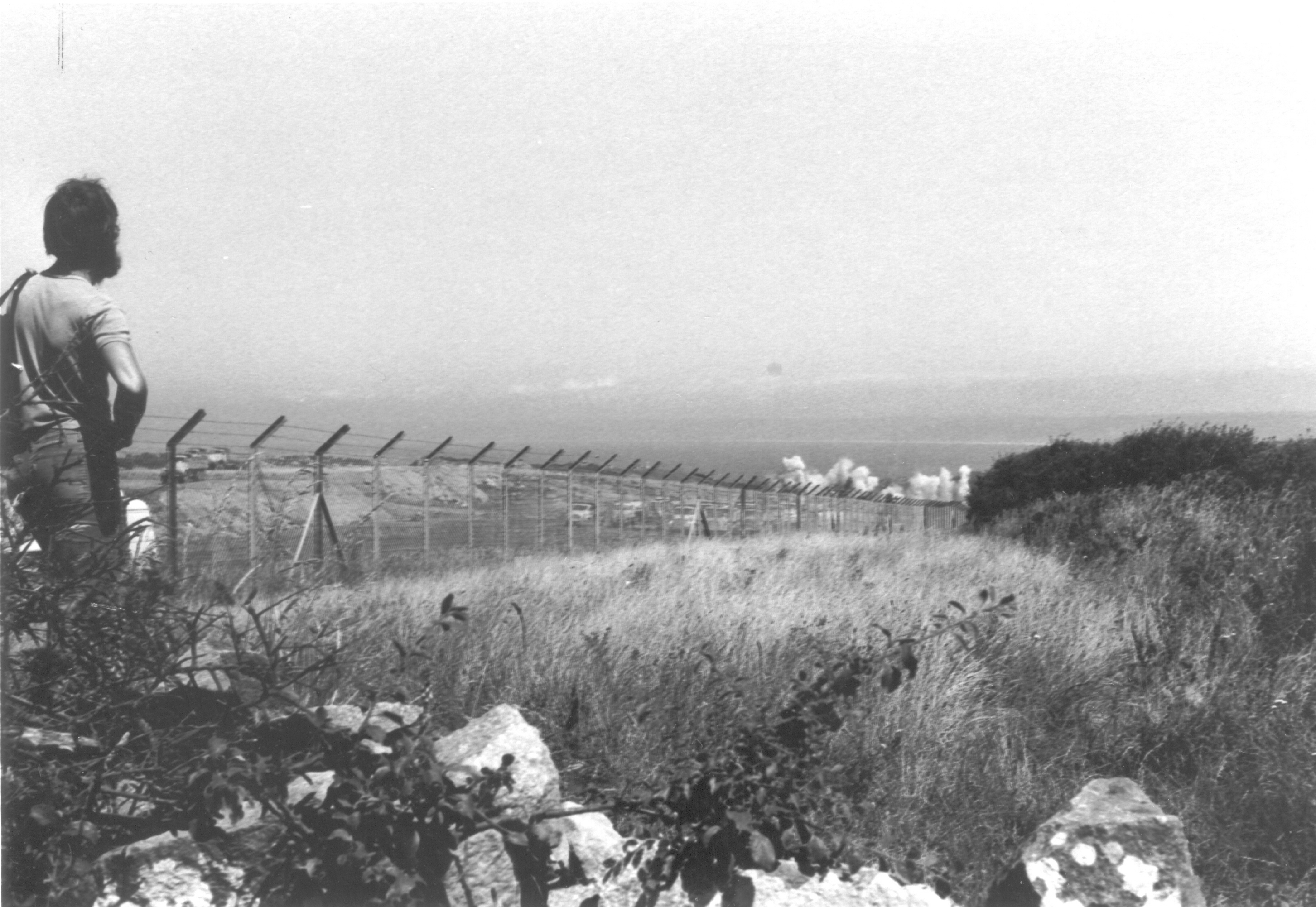
Sprengung des untermeerischen Bergwerks (1978)

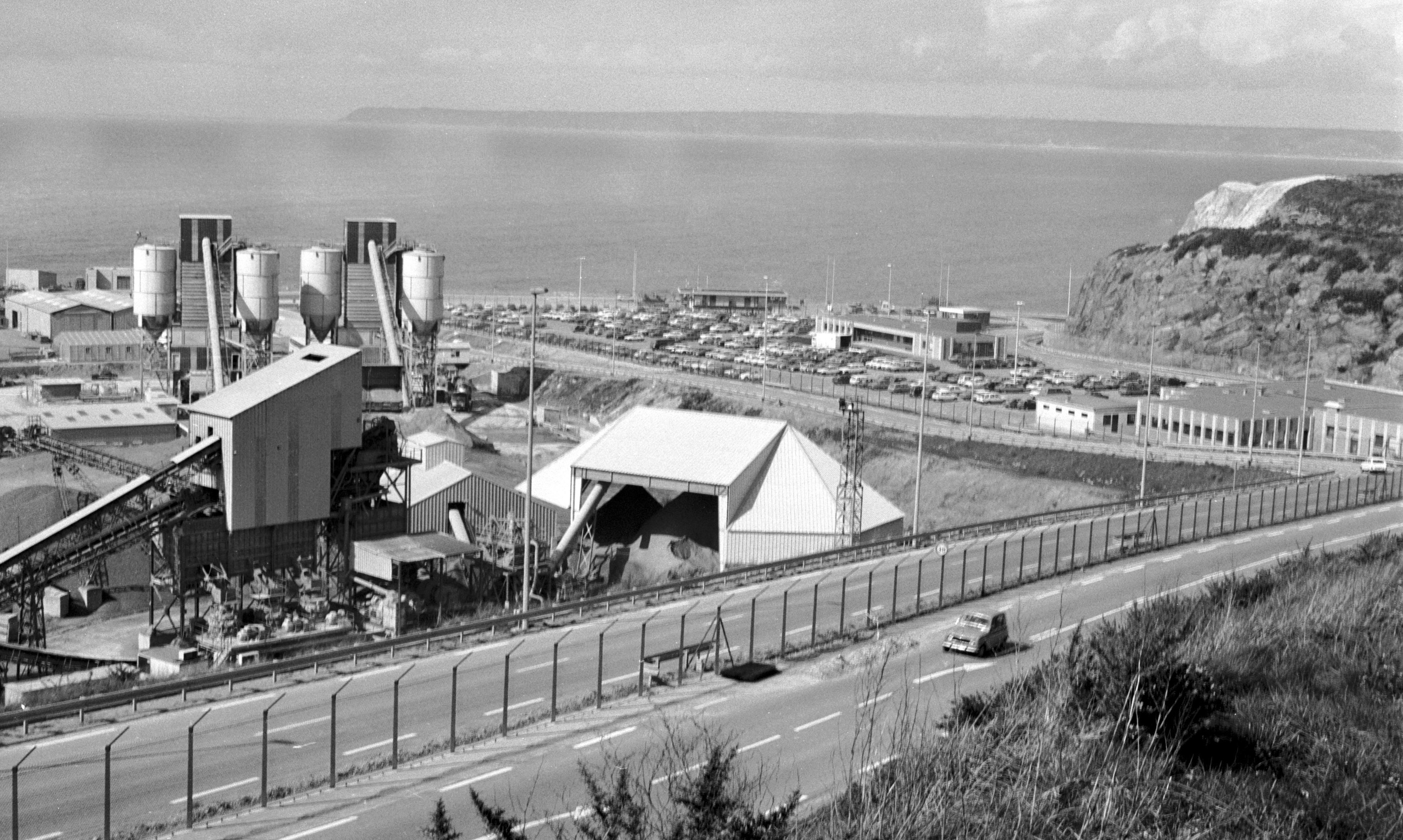
Baufortschritt des Kraftwerks im Jahr 1980

Für den Bau des Kernkraftwerks wurden eine hohe Klippe und eine unterseeische Eisenerz-Lagerstätte gesprengt. Baubeginn für den ersten Reaktorblock war am 1. Dezember 1979, er ging am 4. Dezember 1985 in Betrieb. Der zweite Reaktorblock wurde ab dem 1. Mai 1980 gebaut und am 18. Juli 1986 in Betrieb genommen.
Die französische Regierung kündigte 2020 eine Verlängerung der Laufzeit aller Reaktoren um weitere 10 auf 50 Jahre an. Diese wurde von der französischen Aufsicht 2021 unter Auflagen genehmigt.

## Neubau Block 3

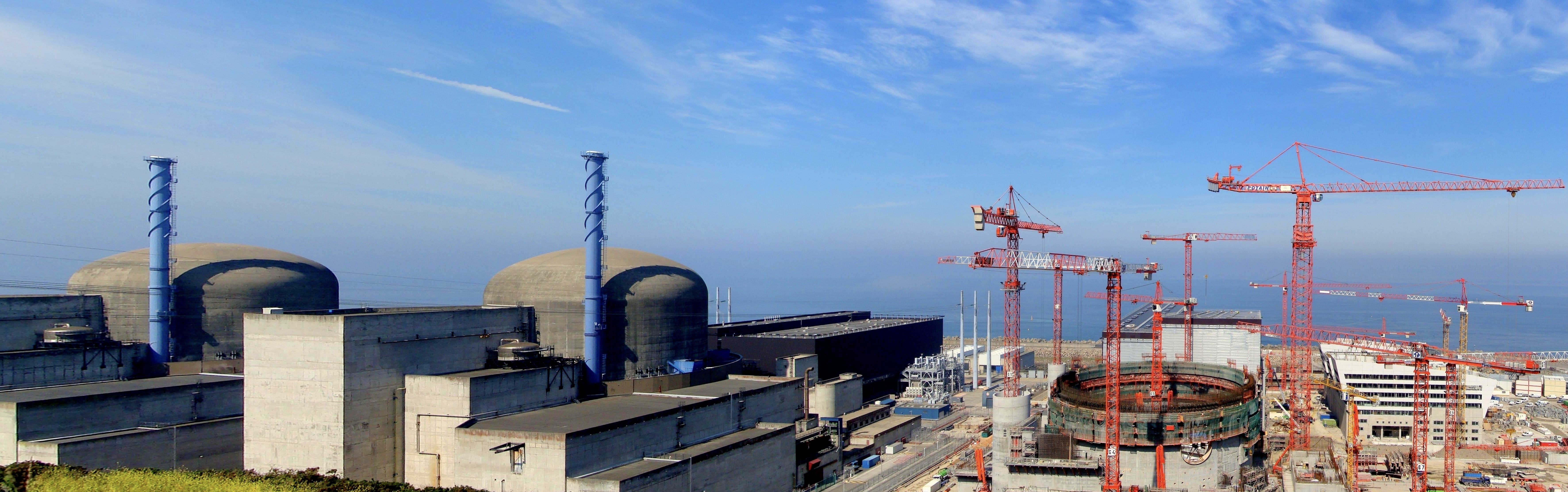
Blöcke 1 und 2 sowie im Bau befindlicher Block 3 (2010)

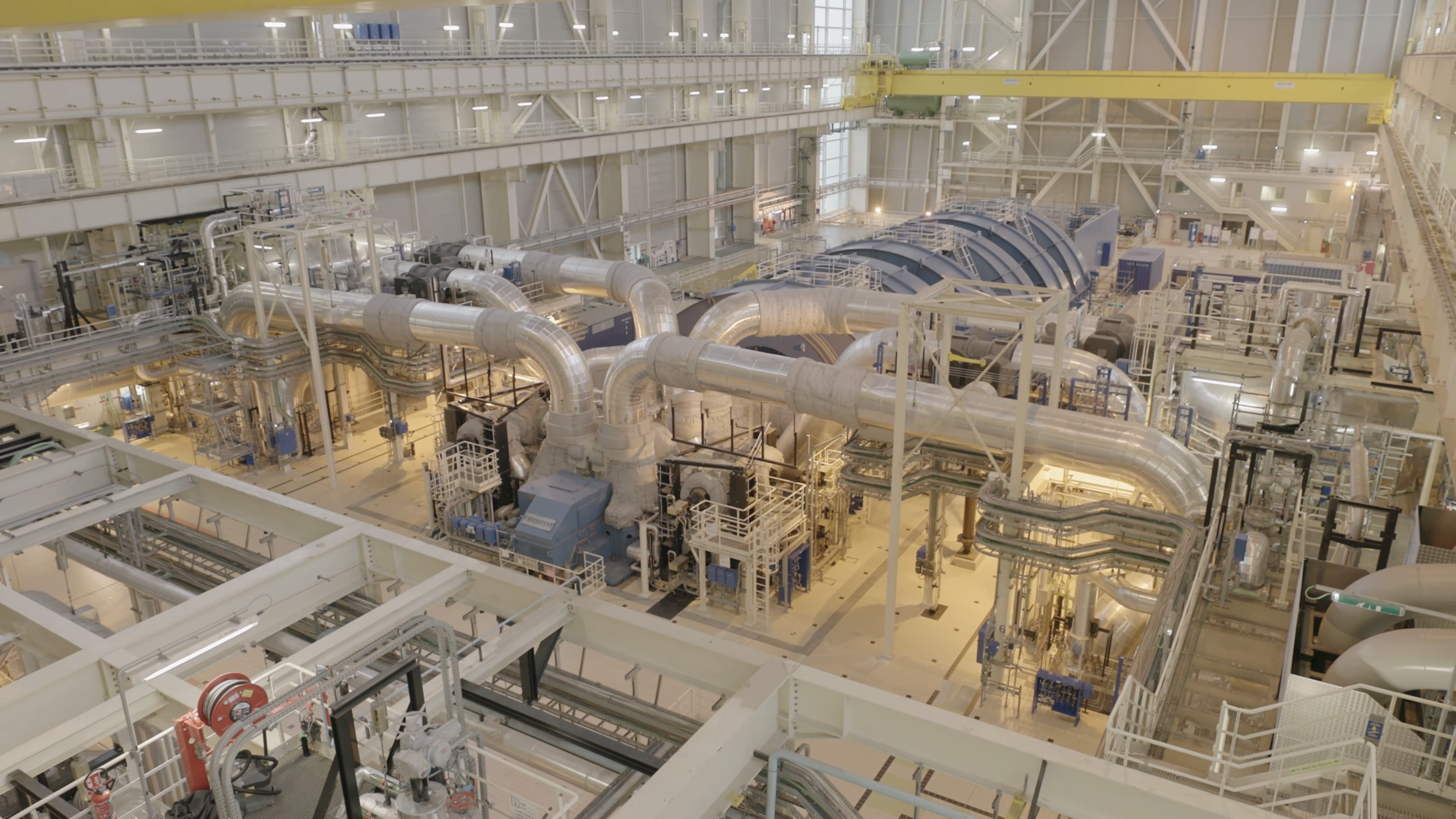
Turbinenhalle Block 3

Am 21. Oktober 2004 gab EDF bekannt, am Standort Flamanville einen Europäischen Druckwasserreaktor der dritten Generation (EPR) errichten zu wollen. Dieser EPR war seit 1992 von Siemens und Framatome entwickelt worden, die 2001 zur Areva fusionierten. Der EPR solle als zweiter seiner Bauart nach dem finnischen Reaktor III im Kernkraftwerk Olkiluoto (seit August 2005 in Bau, seit 2023 im kommerziellen Betrieb) in Betrieb genommen werden und eine Nettoleistung von 1600 MW haben, die ersten beiden EPR gingen jedoch im Kernkraftwerk Taishan ans Netz, so dass Flamanville 3 der vierte dieser Baureihe ist. Der Baubeginn war am 3. Dezember 2007, EDF prognostizierte ursprünglich eine Fertigstellung 2012 und Baukosten in Höhe von 3,3 Milliarden Euro.
Im Antrag der EDF von Oktober 2015 zum Weiterbau in Flamanville wurden die beiden Blöcke des Kernkraftwerks Fessenheim zum Tausch für die EPR-Inbetriebnahme als stillzulegend genannt.

### Verzögerungen und Steigerung der Kosten
Ende 2008 erklärte Areva, die Bauzeit verzögere sich bis 2013 und die Baukosten würden 4 Milliarden Euro betragen. In der Bilanz für das 1. Halbjahr 2010 schrieb EDF, der kommerzielle Betrieb werde für 2014 erwartet; die Kosten würden „ungefähr 5 Milliarden Euro“ betragen.
Im Juli 2011 schätzte EDF die Kosten auf 6 Milliarden Euro und die Inbetriebnahme auf 2016.
Ende Januar 2012 legte der Rechnungshof seine Studie zu den Kosten der Kernenergie vor:

„Die Bau- und Planungskosten (79.751 Mio. € (für 2010)) [...] stiegen  [...] von 1,07 Mio. €/MW im Jahr 1978 (Fessenheim) auf 2,06 Mio. €/MW im Jahr 2000 (Chooz 1 und 2) bzw. auf 1,37 Mio. €/MW im Jahr 2002 (Civaux) bei einem Durchschnitt von 1,25 Mio. €/MW für die 58 Reaktoren. Diese Erhöhung steht vor allem mit den immer höheren Sicherheitsanforderungen in Zusammenhang.
Auch wenn ein genauer Vergleich nicht möglich ist, [...] konnte der französische Rechnungshof feststellen, dass die Baukosten im Verhältnis zur Leistung in MW mit dieser neuen Generation [...] weiter gestiegen sind. Bei geschätzten Baukosten von 6 Mrd. € für den EPR Flamanville (erster Reaktor der Baureihe) und einer Leistung von 1630 MW betragen die Kosten pro MW 3,7 Mio. €.“

Anfang Dezember 2012 gab der italienische Konzern Enel EDF seinen 12,5-%-Anteil am EPR zurück, verlangte rund 613 Millionen Euro an Investitionen zurück und äußerte, der Reaktor werde wegen der hohen Investitionskosten nie wirtschaftlich sein. Kolportiert wurden Ende 2012 Stromgestehungskosten von circa 7–10 ct/kWh über die gesamte Betriebsdauer, der Finanznachrichtendienst Bloomberg L.P. vermutete 7,2 ct/kWh.
Im Dezember 2012 gab EDF bekannt, die Baukosten des EPR seien auf 8,5 Milliarden Euro gestiegen.
Im November 2014 gab Areva bekannt, der EPR werde voraussichtlich 2017 in Betrieb gehen.
Im April 2015 gab die Atomsicherheitsbehörde ASN bekannt, dass Areva über Anomalien im Stahl in bestimmten Bereichen des neuen Reaktordruckbehälters – im Boden und im Deckel – informierte. Die französische Umweltministerin Ségolène Royal forderte den Hersteller Areva auf, Konsequenzen aus dem Problem zu ziehen. ASN solle bis Oktober 2015 eine Studie zur Schwere der Materialfehler vorlegen. Laut Pierre-Franck Chevet, dem Vorsitzenden der ASN, seien die Anomalien „sehr ernst“. Sie könnten zu Rissen führen. Sollten genauere Untersuchungen dies bestätigen, bestünde nur die Möglichkeit des Tauschs des gesamten Druckbehälters mit langjährigen Verzögerungen und noch höheren Kosten oder die Aufgabe des Kraftwerksprojektes. Neben Flamanville, dessen Kosten 2015 auf 9 Mrd. Euro beziffert wurden, könne das Problem fünf weitere in Bau befindliche EPRs betreffen. Im Juli 2015 wurde bekannt, dass der Stahl des Druckgefäßes, das später die Kernspaltung umschließen soll, nicht die erforderliche Festigkeit aufweise. Deshalb ordnete die französische Atomaufsicht ASN einen neuen Test an, bei denen ein baugleicher Reaktordeckel, der bisher für das geplante Kernkraftwerk Hinkley Point vorgesehen war, zerstört werden müsse.
Im Juni 2015 wurden Funktionsschwierigkeiten bei Sicherheitsventilen bekannt.
Im August 2015 gab EDF eine Kostensteigerung auf 10,5 Milliarden Euro bekannt. Strom werde nicht vor 2018 geliefert; Im September 2015 verschob EDF den Termin erneut auf Ende 2018.
Im Juni 2017 teilte die ASN mit, der Druckbehälter genüge trotz seiner Schwachstellen den Sicherheitsanforderungen – bei geringerem Sicherheitsspielraum. Dies erfordere regelmäßige Prüfungen am Druckbehälter-Boden und den Tausch des Reaktordeckels im Jahre 2024.
Im April 2018 teilte EDF mit, die im Februar berichteten Schweißnaht-Probleme seien schlimmer als erwartet. Im Laufe der Überprüfungen und der Lizenzierung durch die ASN werde EDF die Änderungen des Zeit- und Kostenrahmens mitteilen.
Im Juli 2018 wurde die Beladung mit Brennstäben auf Ende 2019 festgesetzt. Die Kostenschätzung lag nunmehr bei 10,9 Milliarden Euro. Die Stromgestehungskosten werden mit Stand 2019 auf mehr als 10 ct/kWh taxiert.
Im Juni 2019 gab EDF bekannt, Schweißnaht-Reparaturen verlängerten die Bauarbeiten bis Ende 2022. Die Baukostenschätzung lag nun bei 12,4 Mrd. Euro. Die Inbetriebnahme wurde nun für 2023 erwartet. Damit wäre das Kraftwerk 11 Jahre später in Betrieb gegangen als geplant – zu Kosten nahe dem Vierfachen der anfänglichen Planung.
Von September 2019 bis Februar 2020 liefen die Heißtests des Reaktors.
Im März 2020 ersetzten Premierminister Edouard Philippe und Umweltministerin Elisabeth Borne laut der Satirezeitung Canard Enchaîné im Text des „Dekret 2007-534 vom 10. April 2007“ eine 13 durch 17, was sich auf die Frist in Jahren bis zur erstmaligen Beladung mit Kernbrennstoffen bezog. Beobachtern zufolge sei dies ein administrativer Trick, um den Bau fortzuführen, da das Dekret aus dem Jahre 2007 auszulaufen drohte. Verbände um Greenpeace und France Nature Environnement kündigten nach fehlenden Umweltverträglichkeitsprüfungen Klagen an.
Im Juli 2020 wurde ein Bericht publik, wonach sich die bis dato bekannten Gesamtkosten des Projektes von den bisher kommunizierten 12,4 Mrd. Euro um weitere 6,7 Mrd. auf dann ca. 19,1 Mrd. Euro erhöhen sollen. Rund zwei Drittel davon waren auf Zinszahlungen während der Bauzeit zurückzuführen, hinzu kamen Ausgaben zur Vorbereitung der Inbetriebnahme wie die Beschaffung von Ersatzteilen und Kernbrennstoff. Dieser Bericht des französischen Rechnungshofes zum EPR schätzte die Gestehungskosten für elektrische Energie bei Block 3 des KKW Flamanville auf 11 bis 12 ct/kWh (110–120 €/MWh).
Im Januar 2022 wurde berichtet, dass die geplante Inbetriebnahme von Ende 2022 auf das zweite Quartal 2023 verschoben werde. Die Kosten würden um 0,3 Milliarden auf 12,7 Milliarden Euro steigen.
Mitte Juli 2022 wurde öffentlich bekannt, dass ein Teil der installierten Reaktorsteuerung nicht funktioniert. EdF wusste seit 2019 von dem Problem.
Im Dezember 2022 wurde bekannt, dass die Mehrkosten auf 10 Milliarden und die Gesamtkosten damit auf voraussichtlich 13,2 Milliarden ohne Finanzierungskosten von rund 5 Milliarden € steigen. Diese 13,2 Milliarden entsprechen einem Preis pro installiertem kW Nettoleistung von 8250 €. Die Befüllung mit Brennstäben war damals für das erste Quartal 2024 geplant. Laut dem französischen Rechnungshof betrugen die Gesamtkosten inklusive 0,4 Milliarden Euro Rücklagen für Rückbau und Lagerung des Atommülls 23,7 Milliarden Euro zu Preisen von 2024.

### Inbetriebnahme
Am 7. Mai 2024 erteilte die Atomsicherheitsbehörde ASN die Erlaubnis für die Bestückung mit Brennstoff. Die Bestückung mit Brennstoff wurde am 22. Mai 2024 abgeschlossen.
Bis Ende 2024 sollen weitere Tests und Betriebs-Erlaubnisse (bis 25 %, bis 80 % und bis 100 % der maximalen Erzeugungskapazität) sowie der Anschluss ans französische Stromnetz erfolgen. Der Betrieb begann am 3. September 2024. Am 4. und am 17. September 2024 kam es zu automatischen Abschaltungen. Der Betreiber erklärte dazu, dass das Hochfahren ein langwieriger und komplexer Vorgang sei und dass daher mit weiteren automatischen Abschaltungen zu rechnen sei.
Im September 2024, 12 Jahre nach dem ursprünglich geplanten Fertigstellungstermin, wurde Reaktor 3 erstmals kritisch. Im Dezember 2024 verkündete EDF mit dem Aufschalten aufs Netz den Beginn des Probebetriebes, der bis Sommer 2025 dauern soll. Dabei wird der Reaktor zunächst mit reduzierter Leistung gefahren. Die Baukosten lagen bei mehr als 13 Mrd. Euro, etwa das Vierfache der ursprünglich geplanten Kosten von 3,3 Mrd. Euro.
Aufgrund von Schwachstellen im Reaktordeckel ist jedoch noch einmal ein längerer Stillstand des Kraftwerksblockes vorgesehen, um dieses Reaktor-Bauteil im Jahr 2026 austauschen zu können.

## Sicherheit

### Blöcke 1 und 2
Im Falle eines starken Erdbebens könnte es bei den bestehenden Blöcken zum Versagen der Notkühlung kommen. Einem Bericht der ASN im Oktober 2002 zufolge könnte die Funktionsfähigkeit eines sicherheitsrelevanten Ventils, das das Abkühlen der Reaktorblöcke gewährleisten soll, bei einem Erdbeben nicht sichergestellt werden.

#### Vorfälle
- Am 21. Januar 2002 kam es durch eine falsche Installation von Kondensatoren zu Fehlern im Kontrollsystem und an Sicherheitsventilen. Die Kosten des Zwischenfalls werden auf 119 Millionen US-Dollar geschätzt.[46]
- Am 9. Oktober 2015 befand sich Block 2 im Revisions-Stillstand. Der gesamte Reaktorkern war dabei vorübergehend ins Abklingbecken ausgelagert worden. Einer der Transformatoren der externen Stromversorgung befand sich gerade in Revision, als der andere seinen Dienst versagte. Um das Abklingbecken, das mit dem ausgelagerten Kern eine außergewöhnlich hohe Nachzerfallswärme entwickelte, ausreichend zu kühlen, musste ein Notstrom-Dieselgenerator zugeschaltet werden (sogenannter Notstromfall). Es dauerte einige Tage, bis der defekte Transformator repariert war.[47]
- Am 9. Februar 2017 überhitzte und detonierte um 9:30 Uhr ein Ventilator im Maschinenhaus (nicht-nuklearer Bereich) des Kernkraftwerkes Flamanville 1.[48] Fünf Personen erlitten durch den Brand Rauchvergiftungen.[49] Laut EDF trat bei der Explosion keine Radioaktivität aus.[50] Das Feuer soll durch einen Kurzschluss an der Hülle eines Lüfters ausgebrochen sein.[48] Der Reaktor sollte vorerst bis zum 31. März 2017 vom Netz bleiben,[51] was später auf den 31. Mai verlängert wurde.[52]

### Block 3
Der EPR soll unter anderem durch eine doppelte Außenhülle und einen Core-Catcher höchsten Sicherheitsansprüchen genügen. Bei letzterem soll ein Keramikbecken eine eventuelle Kernschmelze auffangen können. Areva schätzte bei diesem Reaktortyp die Unfallgefahr um das Zehnfache niedriger als bei älteren Generationen ein. Der EPR ist auf eine Niederdruck-Kernschmelze ausgelegt; eine Hochdruckkernschmelze wird durch manuelles Öffnen eines Ventils in eine Niederdruckkernschmelze überführt.

## Daten der Reaktorblöcke
Das Kernkraftwerk Flamanville hat zwei in Betrieb befindliche Blöcke und einen in Inbetriebnahme befindlichen Block:
| Reaktorblock  | Reaktortyp         | Netto- leistung | Brutto- leistung | Baubeginn        | Netz- synchronisation | Kommerzieller Betrieb                                      | Abschaltung |
| ------------- | ------------------ | --------------- | ---------------- | ---------------- | --------------------- | ---------------------------------------------------------- | ----------- |
| Flamanville-1 | Druckwasserreaktor | 1330 MW         | 1382 MW          | 1. Dezember 1979 | 4. Dezember 1985      | 1. Dezember 1986                                           | 2036        |
| Flamanville-2 | Druckwasserreaktor | 1330 MW         | 1382 MW          | 1. Mai 1980      | 18. Juli 1986         | 9. März 1987                                               | 2037        |
| Flamanville-3 | EPR (DWR)          | 1600 MW         | 1650 MW          | 3. Dezember 2007 | 21. Dezember 2024     | ursprünglich für 2012 geplant; voraussichtlich Sommer 2025 | (2073)      |